# Tatiana Drozdovskaya
Tatiana Drozdovskaya –en ruso, Татьяна Дроздовская; en bielorruso, Таццяна Драздоўская, Tatsiana Drazdouskaya– (Minsk, URSS, 6 de diciembre de 1978) es una deportista bielorrusa que compitió en vela en la clase Laser Radial.
Ganó una medalla de oro en el Campeonato Mundial de Laser Radial de 2007 y dos medallas en el Campeonato Europeo de Laser Radial, oro en 2015 y plata en 2012.

## Palmarés internacional
| \| Campeonato Mundial \| Campeonato Mundial \| Campeonato Mundial \| Campeonato Mundial \| \| Año \| Lugar \| Medalla \| Clase \| \| ------------------ \| ------------------ \| ------------------ \| ------------------ \| \| 2007 \| Cascaes (Portugal) \| Medalla de oro \| Laser Radial \| \| Campeonato Europeo \| \| \| \| \| Año \| Lugar \| Medalla \| Clase \| \| 2012 \| Hourtin (Francia) \| Medalla de plata \| Laser Radial \| \| 2015 \| Aarhus (Dinamarca) \| Medalla de oro \| Laser Radial \| |                    |                  |              |
| Campeonato Mundial |                    |                  |              |
| Año | Lugar              | Medalla          | Clase        |
| 2007 | Cascaes (Portugal) | Medalla de oro   | Laser Radial |
| Campeonato Europeo |                    |                  |              |
| Año | Lugar              | Medalla          | Clase        |
| 2012 | Hourtin (Francia)  | Medalla de plata | Laser Radial |
| 2015 | Aarhus (Dinamarca) | Medalla de oro   | Laser Radial |